# بینت
بینت (انگلیسی: Bennet) شرکت خرده‌فروشی ایتالیایی است، که در سال ۱۹۶۴ تأسیس شد.